# Chapelle des Pénitents-Bleus de Narbonne
Pour les articles homonymes, voir Chapelle des Pénitents bleus.
La chapelle Saint-Jean, dite des Pénitents-Bleus et parfois désignée comme église, est un édifice religieux catholique situé à Narbonne, en France. Il est inscrit aux monuments historiques depuis 1956 et recensé à l’Inventaire général du patrimoine culturel.

## Situation et accès
L’édifice est situé sur la place Roger-Salengro et est longé par la rue Chennebier, dans le centre-ville de Narbonne, en face de la cathédrale Saint-Just-et-Saint-Pasteur. Plus largement, il se trouve dans le département de l’Aude, en région Occitanie.

## Histoire
Au début du XIIe siècle, la Commanderie des Hospitaliers de l'ordre de Saint-Jean de Jérusalem occupe tout le quartier. C’est ainsi que cette chapelle est édifiée à la limite entre des XIIe et XIIIe siècles,. À plusieurs reprises rénovées, elle devient désaffectée à partir de 1914 (Première Guerre mondiale). Par la suite, l’association diocésaine la loue avant qu’elle ne devienne un entrepôt vers le milieu du XXe siècle. En 1995, la Ville la restaure puis en fait une salle d'exposition d’art contemporain.

## Structure
De plan basilical simple, l’édifice adopte un décor de style baroque.

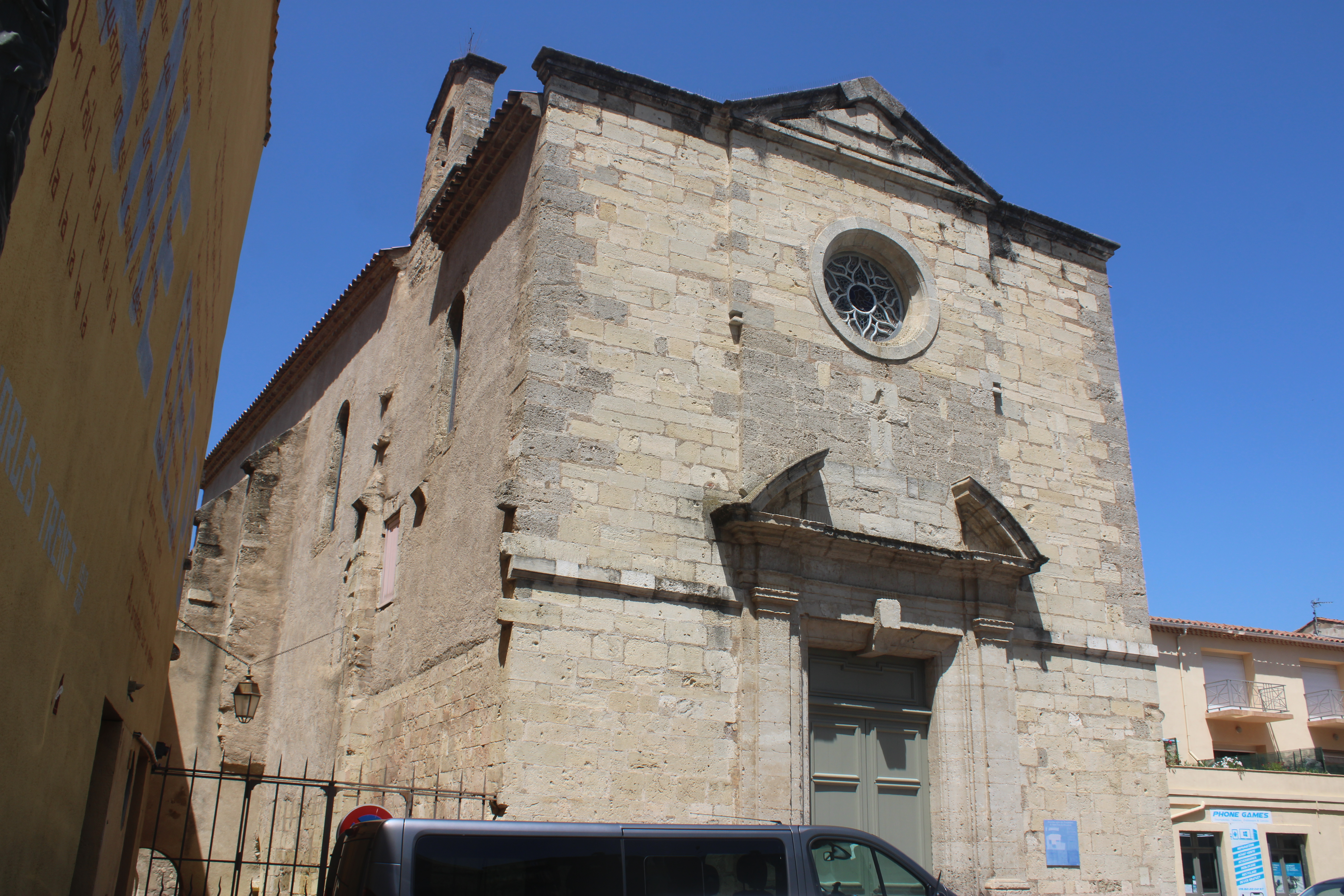
Vue de trois quarts depuis la place Roger-Salengro, en juillet 2023.
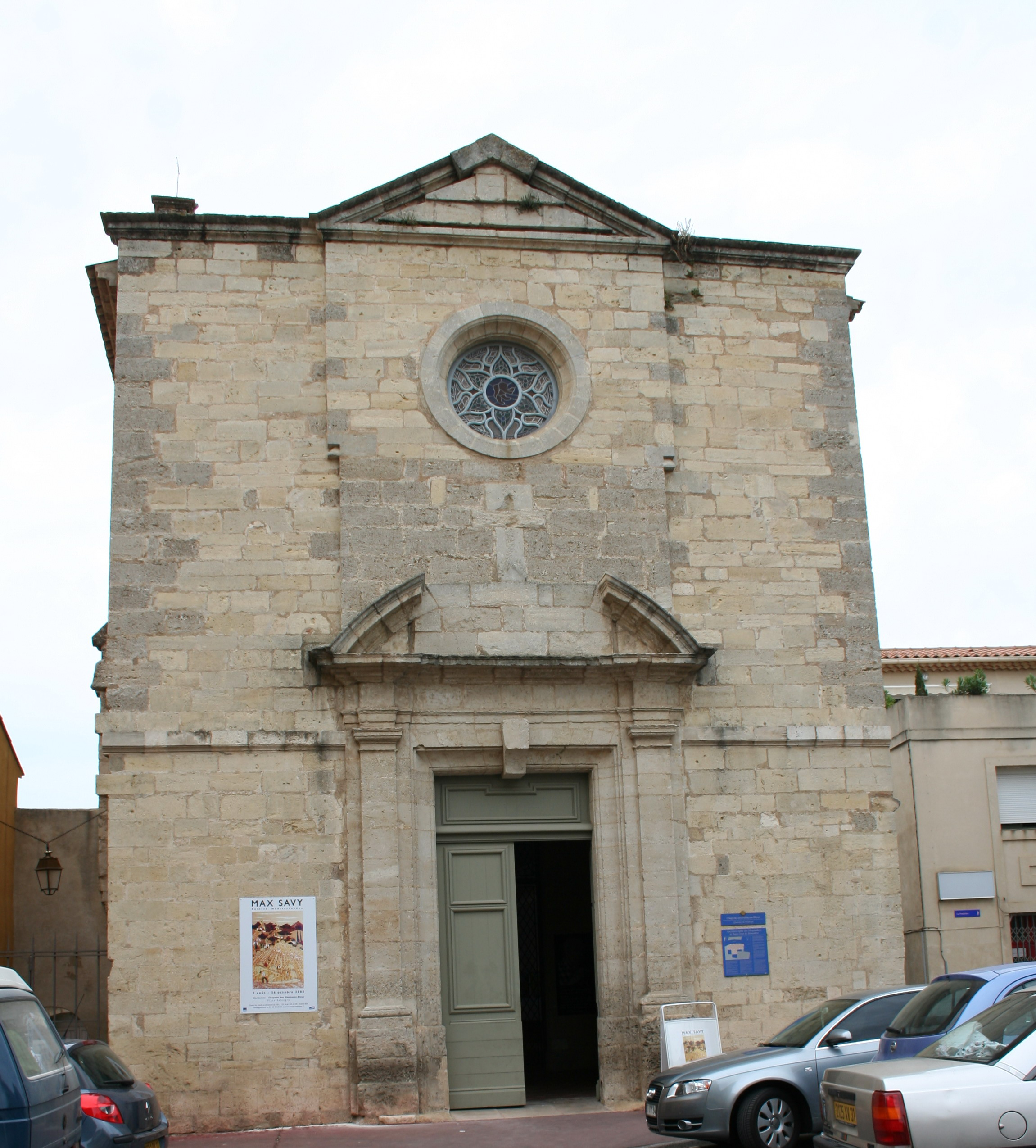
Façade principale durant l’exposition sur Max Savy, en août 2008.
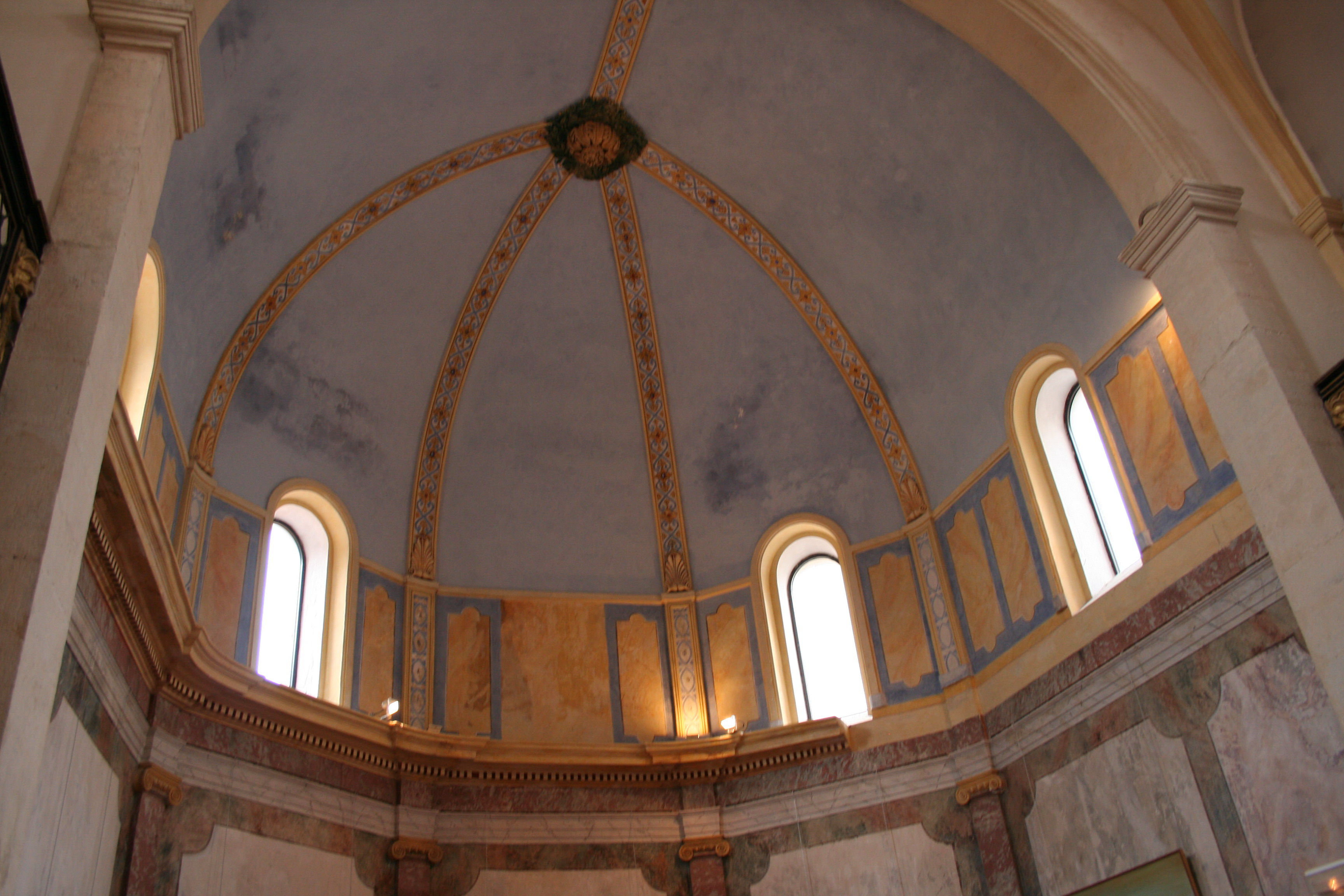
Vue de l’intérieur, en août 2008.
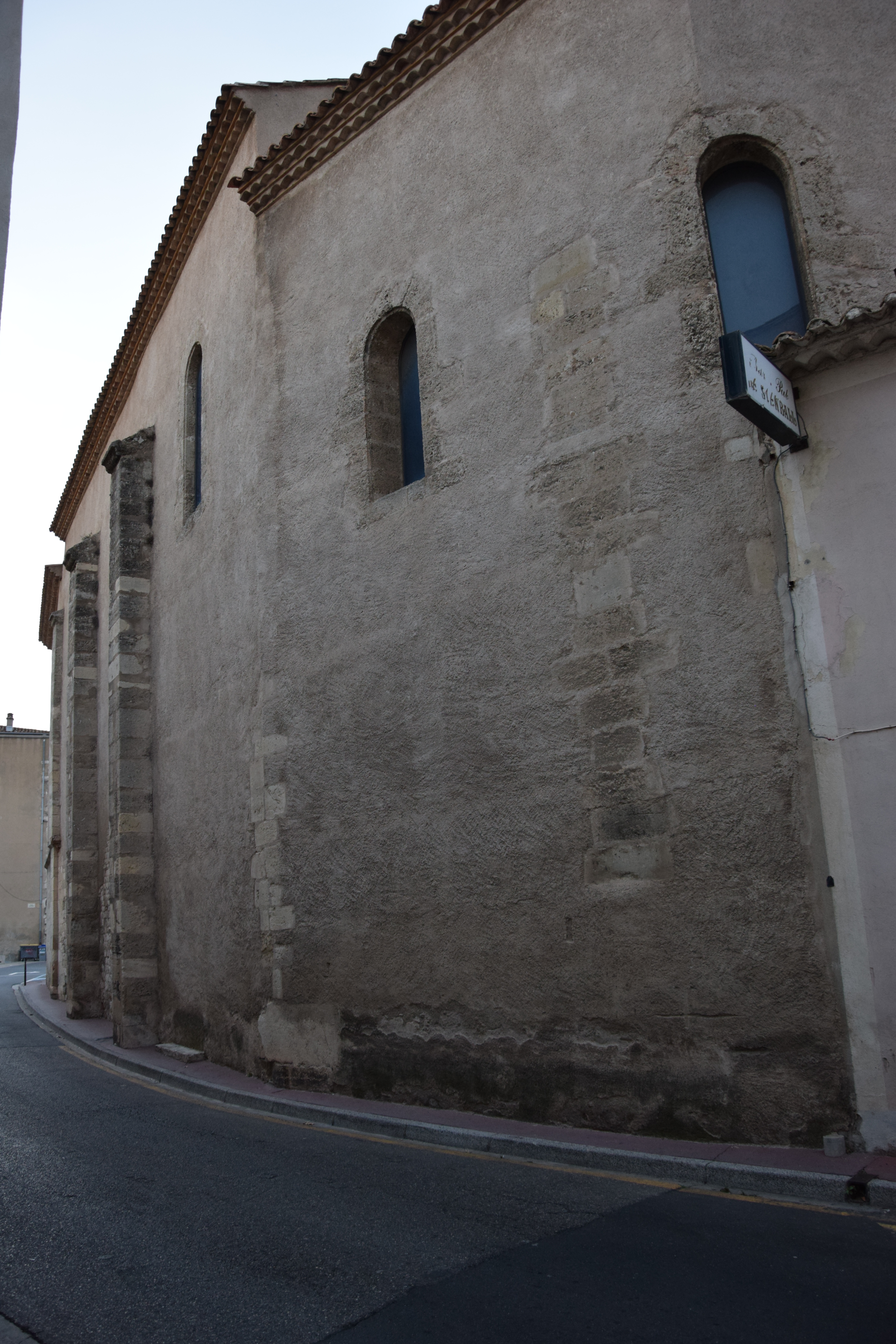
Vue de la façade latérale depuis la rue Chennebier, en septembre 2014.

## Statut patrimonial et juridique
La chapelle fait l’objet d’une inscription au titre des monuments historiques par arrêté du 18 juin 1956, en tant que propriété de la commune.
Elle fait également l’objet d’un recensement dans l’Inventaire général du patrimoine culturel, aussi en tant que propriété de la commune. L’enquête ou le dernier récolement est effectué en 1999.